# Mauro García Juncal
Mauro Garcia Juncal (Moaña, 21 de maig de 1971) és un exfutbolista gallec, que ocupava la posició de defensa.

## Trajectòria
Va destacar al Pontevedra CF, club amb el qual va jugar en Segona B fins a 1995. És fitxat llavors per la SD Compostela, en aquells temps en primera divisió. Mauro es va convertir des de l'inici en titular a l'equip de Sant Jaume de Compostel·la, tant en els tres a la màxima categoria, com els posteriors dos anys a la Segona Divisió. En els cinc anys com a compostel·là, Mauro va esdevindre en un dels símbols de l'època daurada del club.
L'any 2000 retorna a Primera, al fitxar pel Rayo Vallecano, però no gaudeix de la mateixa sort. La temporada 00/01 hi disputa, la meitat com a suplent. I en els altres dos anys com rayista, tot just apareix en 13 ocasions.
A l'estiu el 2003 torna al Pontevedra, amb qui aconsegueix ascendir a Segona Divisió. L'estada a la categoria d'argent serà breu, i baixen de seguida. A les postres Mauro penjaria les botes a l'equip pontevedrés al final de la campanya 05/06.